# 가례증해판목
가례증해판목(家禮增解板木)은 대한민국 경상북도 김천시 구성면 상원리에 있는, 이의조 선생이 영조 47년(1771) 완성한 『가례증해초본』 판목이다. 1974년 12월 10일 경상북도의 유형문화재 제67호로 지정되었다.

## 개요
이 목판은 이의조 선생이 관혼상제의 예법을 전국적으로 통일시키기 위해 영조 34년(1758)에 『주자가례』에 우리나라의 여러 설을 열거, 증보, 해석하고, 자기의 설을 첨가하여 영조 47년(1771) 완성한 『가례증해초본』이다.
이 판목은 정조 16년(1792) 직지사에서 느티나무를 이용하여 김풍해 등이 3년의 작업에 걸쳐 정조 18년(1794)에 완성하였다.
이것은 총 475매의 목판으로 새긴 기술이 우수하고 보존이 잘 되어 가례연구의 귀중한 자료로 평가된다.

## 참고 문헌
- 가례증해판목 - 국가유산청 국가유산포털